# Хабаров, Бруно Сергеевич
Бруно Сергеевич Хабаров (латыш. Bruno Habārovs; 30 апреля 1939 года, Рига, Латвия — 29 сентября 1994 года, Рига, Латвия) — советский фехтовальщик на шпагах, бронзовый призёр Олимпийских игр 1960 года в индивидуальных соревнованиях, бронзовый призёр Олимпийских игр 1960 года в командных соревнованиях, двукратный чемпион мира, двукратный чемпион СССР в индивидуальной шпаге. Первый советский чемпион мира в личных соревнованиях по фехтованию на шпагах. Выступал за «Даугава» (Рига). Заслуженный мастер спорта СССР (1959).

## Биография
Среди тренеров по фехтованию у Бруно Хабарова был Лев Васильевич Сайчук.

## Спортивная карьера
В марте 1959 года на Чемпионате мира по фехтованию среди юниоров в Париже Бруно становится золотым медалистом соревнований по фехтованию на шпагах в личном первенстве. В июле 1959 года он принимал участие в Чемпионате мира по фехтованию в Будапеште, где добился сразу двух наград, стал чемпионом мира в личном первенстве и серебряным призером в составе команды.
В июле 1961 года проходит Чемпионат мира по фехтованию в Турине. На этих соревнованиях Бруно Хабаров завоевал золотую медаль в составе команды. На следующем Чемпионате мира по фехтованию 1962 года, который впервые за всю историю проходил в Южной Америке, в Буэнос-Айресе, команда советских шпажистов, в составе который был Бруно, завоевала бронзовую медаль. Следующий успех пришел к Бруно Хабарову спустя 3 года, в 1965 году, на Чемпионате мира по фехтованию в Париже, он получил бронзовую медаль командных соревнований.

## Награды
- Медаль «За трудовую доблесть» (16.09.1960) — за успешные выступления в XVII летних и VIII зимних Олимпийских играх 1960 года, а также за выдающиеся спортивные достижения[2]